# Колонна-Валевский, Александр (сенатор)
Граф Александр Юзеф Колонна-Валевский (18 марта 1778 — 27 апреля 1845, Варшава) — польский дворянин и государственный деятель, член Рады Станов Царства Польского (с 14 апреля 1833), сенатор-каштелян Царства Польского (с 1819). Российский действительный статский советник и сенатор, член Государственного совета Российской империи, президент Герольдии Царства Польского.

## Биография
Представитель польского шляхетского рода Валевских герба «Першхала». Сын чашника серадзского Юзефа Каласантия Валевского (ок. 1743 — 1792), помещика в Велюнской земле.
В 1819 году Александр Валевский стал сенатором-каштеляном Царства Польского.
Посол (депутат) сейма с Краковского повята Краковского департамента (1811, 1812) и Царства Польского (1818).
В 1828 году был членом сеймового суда, имеющий право судить лиц, обвиняемых в государственной измене. 20 июля 1831 года был исключен из списка сенаторов.
14 апреля 1833 года А. Валевский был включен в состав Рады Станов Царства Польского.
1/13 января 1833 года Александр Колонна-Валевский вместе с племянниками Конрадом и Николаем Юзефом получил от российского императора Николая I Павловича наследственный графский титул с изменением в гербе (диплом Санкт-Петербург, 21 апреля/2 мая 1838).
Владелец Мнина и окрестных селений в Коньском повете.

## Награды
- Орден Святого Станислава 1 степени (1825)
- Орден Белого орла
- Орден Святого Владимира 2 степени
- Орден Святой Анны 1 степени
- Орден Святого Станислава 1 степени

## Семья
Был женат на Текле Валевской (1783—1862), дочери Михаила Валевского и Саломеи Псарской. Брак был бездетным.
67-летний Александр Колонна-Валевский скончался в апреле 1845 года в Варшаве. Похоронен вместе с женой в костёле отцов Капуцинов.